# Onthophagus salakensis
Onthophagus salakensis é uma espécie de inseto do género Onthophagus, família Scarabaeidae, ordem Coleoptera.
Foi descrita cientificamente por Ochi, Kon & Hartini em 2010.